# Su Čen-čchang
Su Čen-čchang (transkripcí Gwoyeu Romatzyh Su Tseng-chang, čínsky pchin-jinem Sū Zhēnchāng, znaky 蘇貞昌, * 28. července 1947 Pching-tung) je tchajwanský politik a v letech 2019–2023 (a předtím v letech 2006–2007) premiér Čínské republiky. V letech 2005 a 2012–2014 byl předsedou Demokratické pokrokové strany.

## Osobní život
Su Čen-čchang se narodil v Pching-tungu. Studoval na Národní tchajwanské univerzitě. V letech 1973–1983 byl praktikujícím právníkem a stal se obhájcem v Kao-siungských soudních procesech. V září 1986 Su Čen-čchang, spolu s dalšími sedmnácti lidmi, založil Demokratickou pokrokovou stranu (DPP).

## První kabinet (2006–2007)
Su byl zvolen premiérem 19. ledna 2006 a přísahu složil spolu se svým kabinetem 25. ledna 2006. Brzy poté Su oznámil, že odstoupí, pokud se blahobyt lidí (s odkazem na kriminalitu a další problémy) nezlepší do šesti měsíců.
Su byl uchazečem o nominaci DPP v prezidentských volbách v roce 2008. Svou kandidaturu formálně oznámil 25. února. V primárních volbách DPP získal Su 46 994 hlasů a dostal se na druhé místo za bývalého premiéra Sie Čchang-tchinga. Na základě toho Su uznal porážku v primárkách a oznámil, že z „dostihu“ odstoupil.
Dne 12. května 2007 Su předložil svůj rezignační dopis prezidentu Čchen Šuej-pienovi a jeho funkční období skončilo 21. května.

## Druhý kabinet (od 2019)
Su byl jmenován do premiérského úřadu 14. ledna 2019 prezidentkou Cchaj Jing-wen. Vystřídal Laj Čching-tena, který rezignoval v reakci na špatný výkon Demokratické pokrokové strany v tchajwanských místních volbách v roce 2018. Když se Su ve věku 71 let vrátil do premiérského úřadu, byl jedním z nejstarších politiků, kteří kdy zastávali tento úřad. Po tchajwanských legislativních volbách v roce 2020 Su odstoupil. Prezidentka Cchaj, která byla do prezidentského úřadu zvolena znovu, jej však požádala, aby ve své funkci zůstal.